# 阿米祖爾·沙皮拉
阿米祖爾·沙皮拉（希伯來語：‎，羅馬化：Amitzur Shapira，1932年7月9日—1972年9月6日）是一名以色列男子田徑運動員。他是1972年慕尼黑夏季奧運會以色列田徑隊的總教練。他在慕尼黑慘案中被巴勒斯坦黑色九月恐怖分子謀殺。

## 生平

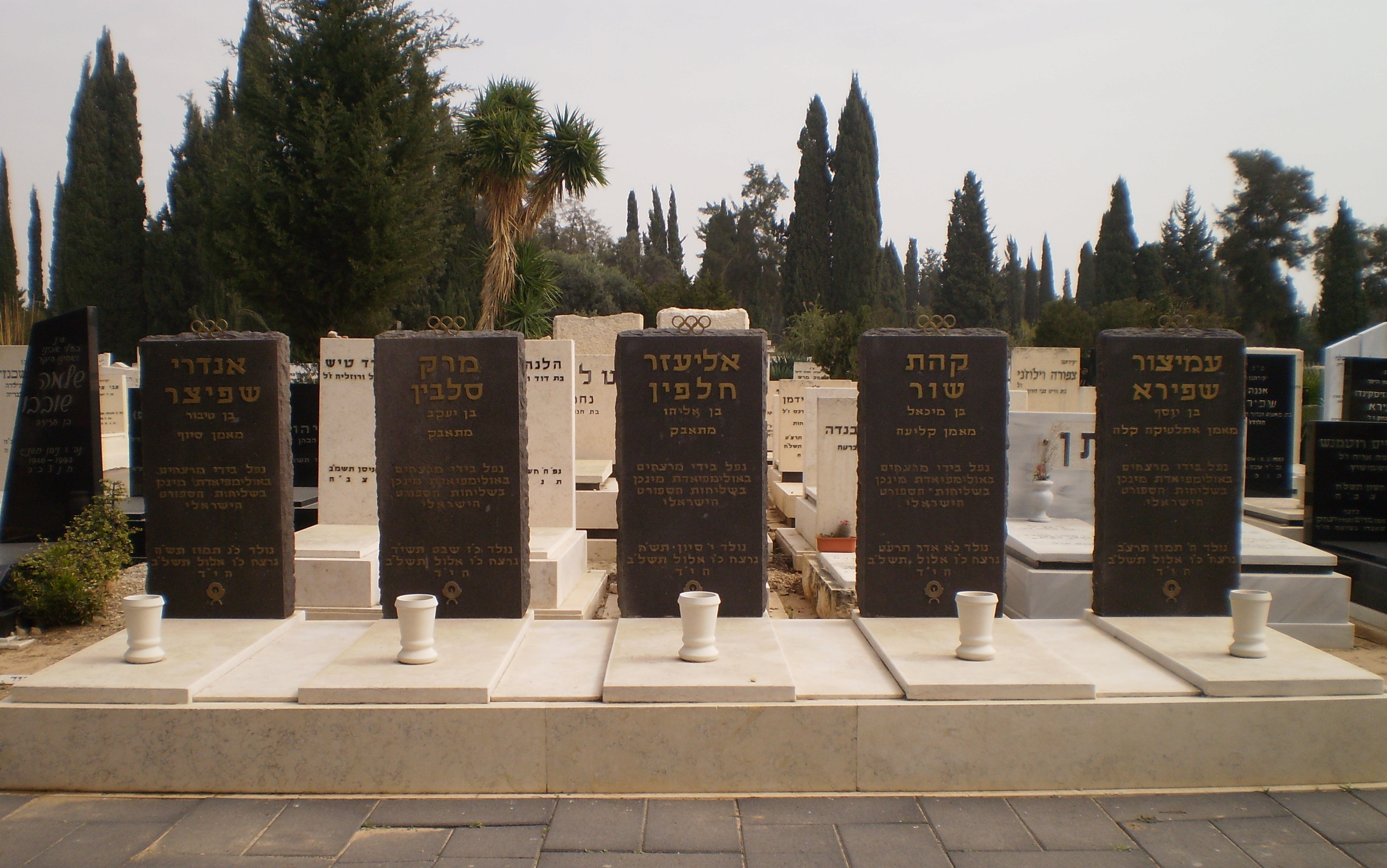
阿米祖爾·沙皮拉的墓地

沙皮拉出生於巴勒斯坦託管地，是海爾茲利亞的居民。多年來，他在溫蓋特學院擔任教師和教育工作者。沙皮拉已婚，有四個孩子。
沙皮拉以以色列田徑隊總教練的身份參加了1972年夏季奧林匹克運動會。在奧運會期間，他和其他10名以色列奧運代表隊成員被巴勒斯坦恐怖分子挾持為人質。其中兩名以色列人質在事件開始時被射殺，另外九名人質（包括沙皮拉）則在慕尼黑警方和巴伐利亞邊防人員的失敗拯救行動中，在菲斯滕費爾德布魯克空軍基地的停機坪上被射殺。
沙皮拉是埃絲特·羅斯-沙莫洛夫的教練，後來她成為以色列奧運選手（1976年，她成為第一位進入奧運決賽的以色列人）。當她聽說她的教練被謀殺時，她退出了1972年的奧運會。
沙皮拉被埋葬在特拉維夫的基爾亞特·紹爾公墓。
他的孫子是德國藝術家和喜劇演員沙哈克·沙皮拉。

## 延伸閱讀
- Reeve, Simon: One day in September. The full story of the 1972 Munich Olympics massacre and the Israeli revenge operation "Wrath of God". Arcade, New York 2000. ISBN 1-55970-547-7.